# 多哥人口
非洲国家多哥的人口统计数据包括种族、人口密度、年龄、教育水平、健康、经济状况和宗教信仰。

## 语言与民族
2021年多哥的人口为864万人，由大约21个民族组成，其中最大的民族有二，一是特姆（Tèm）族，约占人口的22%，特姆族也大量居住在加纳和贝宁。特姆族与该国2/3的人口有着密切的联系，他们住在多哥中部，从事几乎所有职业，从农民、汽车机械师到商人。另一个民族是南部的埃维人，约占人口的21%。
达巴尼语是多哥北方最常见的语言，其他的古尔（Gur）语言如莫西语和古玛（Gourma）语也可以在这里找到。
沿海地区的民族，特别是操埃维语和格恩语（南部的两种主要非洲语言）的人，构成了多哥公务员、专业人士和商人的大部分。这部分是由于前殖民政府在南方提供了更大的基础设施发展。大多数南方人使用这两种密切相关的语言，这两种语言在多哥的商业部门使用。
卡比人（Kabye）生活在贫瘠的土地上，传统上他们从他们在卡拉地区的家乡向南移民寻找工作。多哥军队和执法部队多是卡比人。
多哥也有一定数量印度人。欧洲血统的非洲白人来自早先法国和德国殖民者的后裔，与多哥的黎巴嫩人社群一起占总人口的不到1%。剩下的99%是土著，其中大多数人来自37个部落。

## 人口
由于土壤和地形的变化，多哥人口分布非常不均匀，一般集中在南部以及连接海岸和萨赫勒地区的主要南北高速公路沿线。年龄分布也不均匀，将近一半的多哥人不到十五岁。
法语作为官方语言，是行政和书面语言。公立小学将法语与埃维语或卡比语结合为教学语言，具体视地区而定。邻国加纳讲英语，多哥的中学也教授英语。不少多哥人，特别是在南部和加纳边境沿线的多哥人，都会说一些英语。

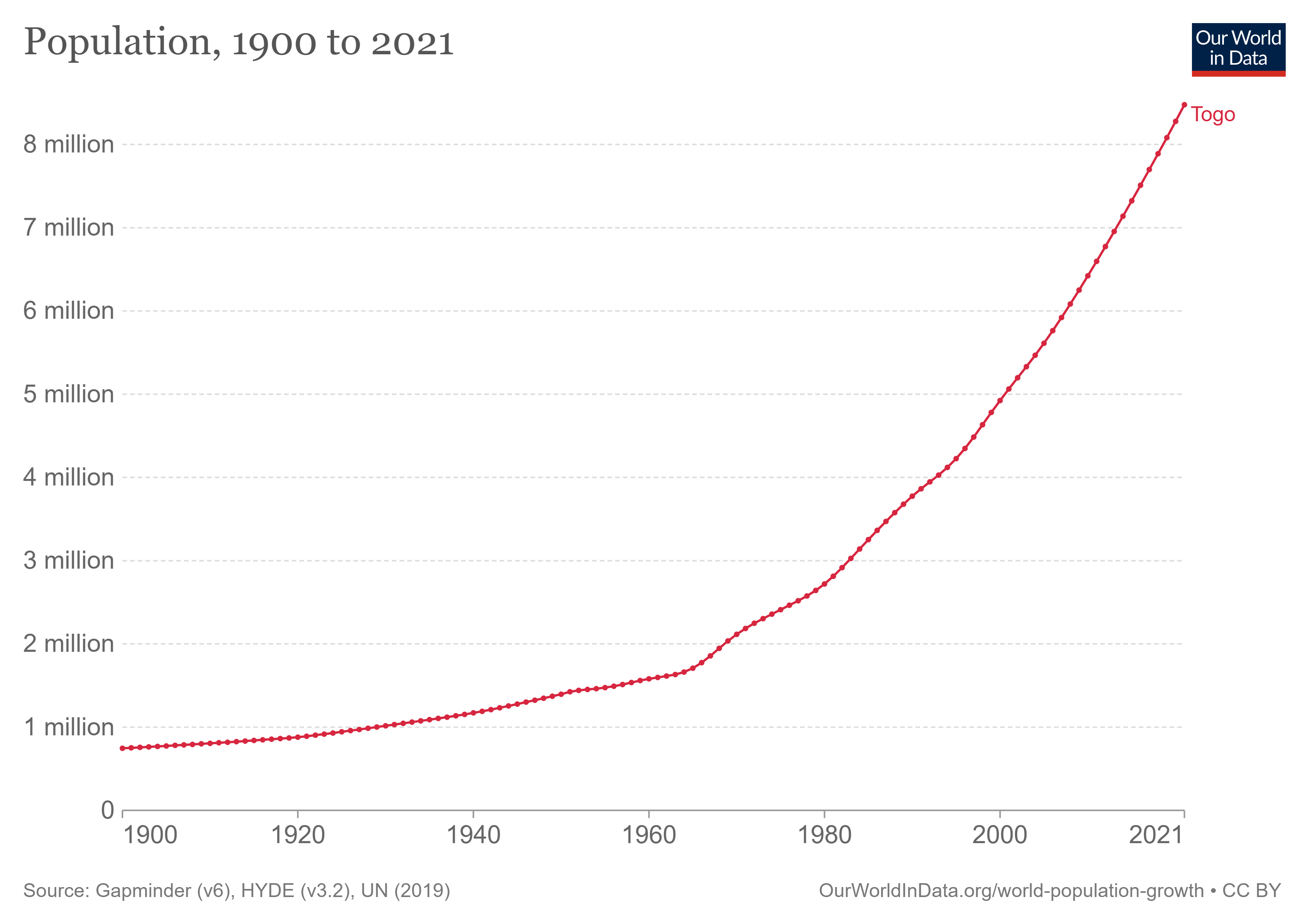
多哥人口增长图

| 普查时期   | 人口      | 年均增长 (%) | 人口密度/km2 | 城市居民占比 (%) |
| ---------- | --------- | ------------ | ------------ | ---------------- |
| 1-11-1958  | 1,444,481 |              | 25           | 9.4              |
| 1-3-1970   | 1,950,646 | 2.7          | 34           | 21.2             |
| 22-11-1981 | 2,719,567 | 2.9          | 48           | 25.2             |
| 6-11-2010  | 6,191,155 | 2.9          | 109          | 37.7             |